# Moxování
Moxování (čínsky 灸; „tiü“) patří mezi terapie tradiční čínské medicíny, která spočívá v pálení sušeného pelyňku na určitých bodech na těle. Hraje důležitou roli v tradičních lékařských systémech Číny, Tibetu, Japonska, Koreje, Vietnamu a Mongolska. Dodavatelé obvykle nechávají pelyněk zrát a rozemelou ho na chmýří. Praktikující ho pak pálí nebo dále zpracovávají do doutníkového tvaru. Mohou ho používat nepřímo, pomocí akupunkturních jehel, nebo ji pálit na kůži pacienta.
Moxování je propagováno jako léčba nejrůznějších onemocnění, ale jeho používání není podloženo důkazy a nese s sebou riziko nežádoucích účinků.

## Historie
První evropské poznámky o moxování se objevují v dopisech a zprávách portugalských misionářů v Japonsku v 16. století. Nazývali ji botão de fogo („ohnivý knoflík“), což byl termín původně používaný pro kauter s kulatou hlavou. Hermann Buschoff, který v roce 1674 vydal první západní knihu o této problematice (anglické vydání 1676), používal japonskou výslovnost mogusa. Protože se „u“ nevyslovuje příliš silně, psal ho „moxa“. Pozdější autoři spojili „moxa“ s latinským slovem combustio („hořící“).
Korejský folklór připisuje rozvoj moxování legendárnímu císaři Tangunovi.
První moderní vědeckou publikaci o moxování napsal Hara Shimetarō, japonský lékař, který v roce 1927 provedl hloubkový výzkum hematologických účinků moxování. O dva roky později byla jeho doktorská disertační práce na toto téma přijata Lékařskou fakultou císařské univerzity v Kjúšú. Harova nejnovější publikace se objevila v roce 1981.

## Teorie a praxe
Hořící moxa se používá k zahřívání oblastí a meridiánových bodů se záměrem stimulovat oběhovou soustavu skrze body a navodit plynulejší tok krve a čchi. Někteří praktici se domnívají, že moxováním se dají léčit stavy spojené s „chladem“ nebo „nedostatkem jang“ v čínské medicíně a může sloužit k otáčení dětí v děloze.
Moxování má být obzvláště účinné při léčbě chronických problémů, „deficitních stavů“ (slabosti) a v gerontologii. Pien Chueh (fl. asi 500 př. n. l.), jeden z nejznámějších pololegendárních lékařů čínského starověku a první specialista na moxování, se ve svém klasickém díle Chuang- ťi Nej-ťing zabýval výhodami moxování oproti akupunktuře. Tvrdil, že moxování může dodat tělu novou energii a může léčit jak nadbytek, tak nedostatek.
Praktici mohou v kombinaci s moxou používat akupunkturní jehly vyrobené z různých materiálů v závislosti na směru toku čchi, který chtějí stimulovat.
Existuje několik metod moxování:
- přímá – Přímým zjizvujícím moxováním se na kůži v akupunkturním bodě přiloží malý kužel moxy a pálí se tak dlouho, dokud na kůži nevzniknou puchýře, které se po zahojení zjizví.
- přímá nejizvící – moxibucí se hořící moxa odstraní dříve, než se kůže spálí natolik, že se zjizví.
- nepřímá – Při nepřímém moxování se v blízkosti akupunkturního bodu drží doutník vyrobený z moxy, aby se kůže zahřála, nebo se moxa připevní na akupunkturní jehlu zavedenou do kůže, aby se jehla zahřála.

## Účinnost a bezpečnost
Většina výzkumů moxování pochází z Číny a je obecně nekvalitní. Jedná se o nepravděpodobnou léčbu, ale existuje mnoho tvrzení o její účinnosti při nejrůznějších onemocněních, přičemž někteří lékaři ji propagují jako panaceu.
Cochrane Review nalezl omezené důkazy pro použití moxování při korekci polohy dítěte v poloze koncem pánevním a vyzvala k provedení dalších experimentálních studií. Mezi vedlejší účinky patřila nevolnost, podráždění hrdla a bolesti břicha způsobené kontrakcemi. Moxování bylo zkoumáno také při léčbě bolesti, rakoviny, mrtvice, ulcerózní kolitidy, zácpy a hypertenze. Systematické přehledy zjistily, že tyto studie mají nízkou kvalitu a pozitivní výsledky mohou být způsobeny publikační chybou.
Moxování s sebou nese riziko nežádoucích účinků včetně popálenin a infekce.
Při spalování také vznikají jemný prach a odpadní látky, které lze během ošetření vdechovat. Modelové výpočty ukazují, že expozice kouři vznikajícímu při moxování je srovnatelná s pasivním kouřením v restauracích a na diskotékách.

## Galerie

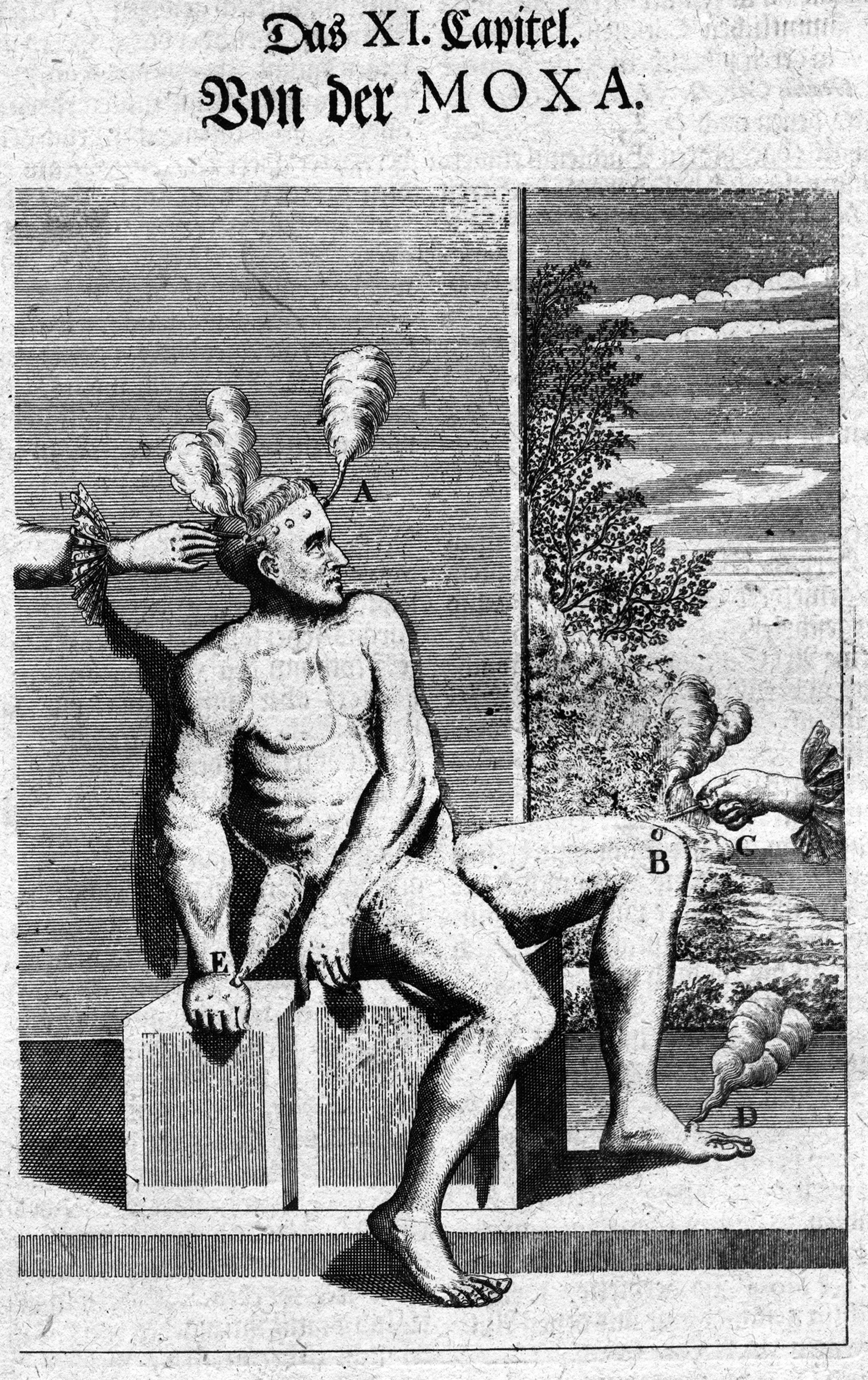
Moxování v knize Museum Museorum Michaela Bernharda Valentiniho, 1704
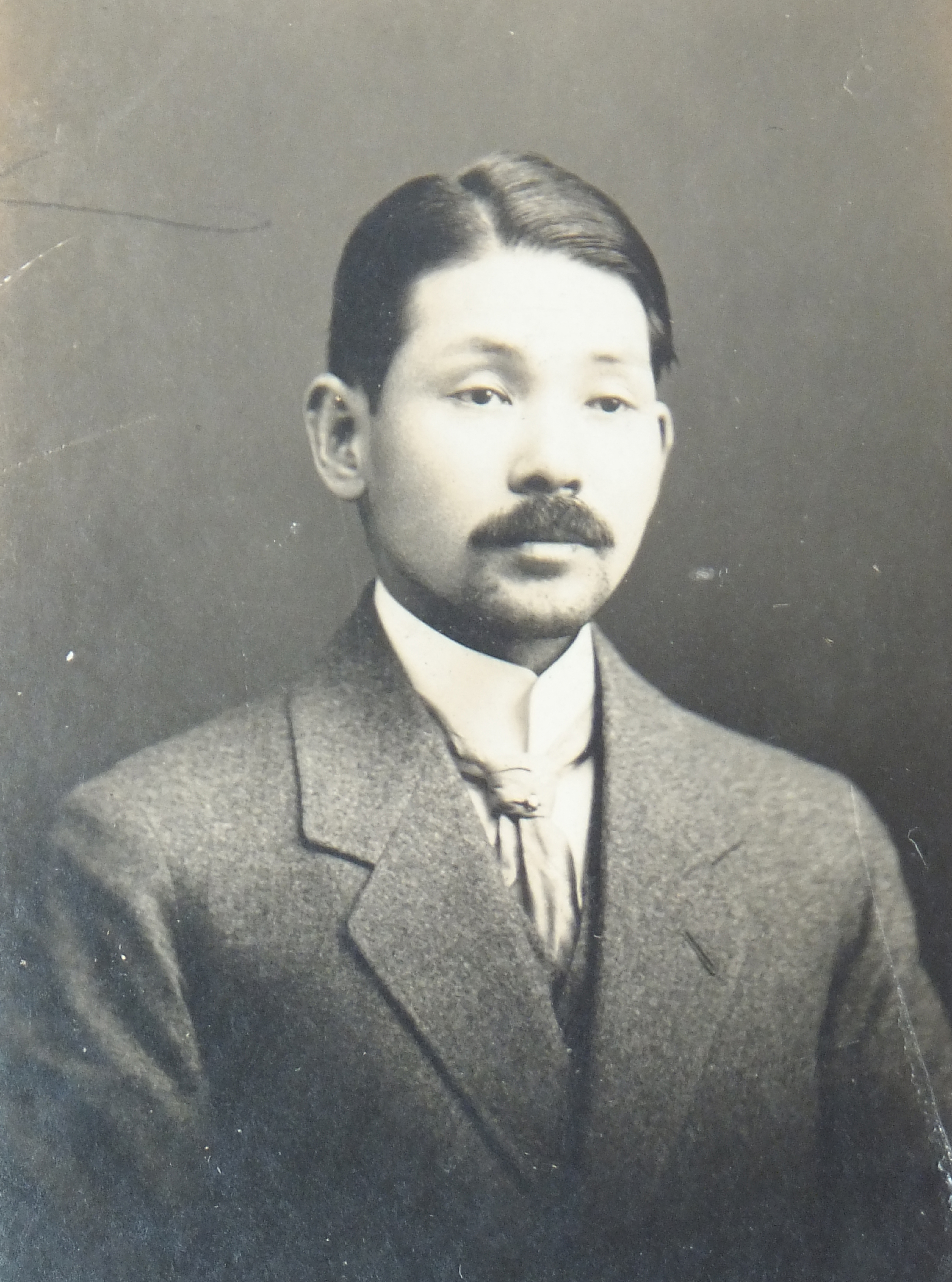
Hara Shimetarō na počátku 20. století
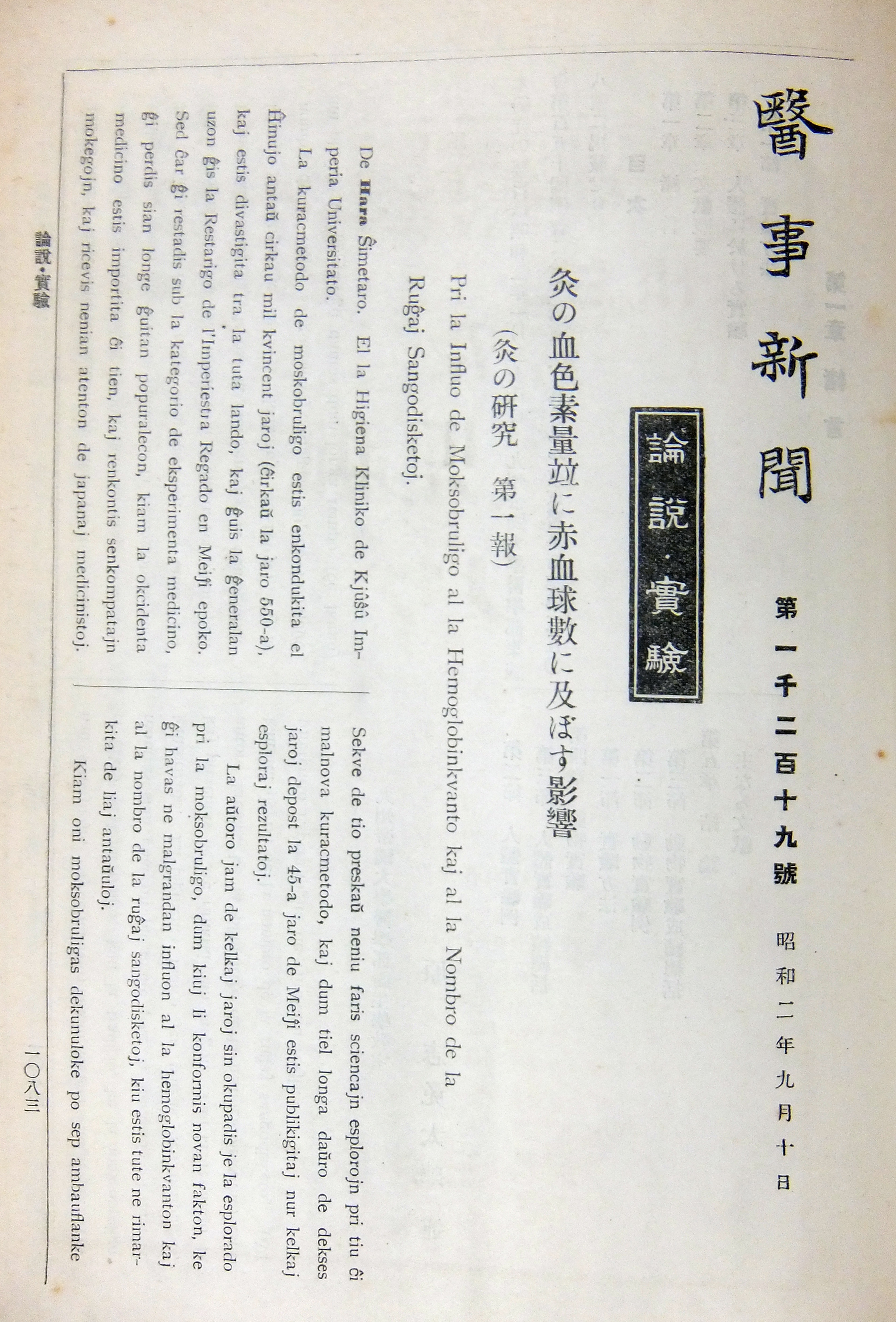
První strana knihy Shimetarōa Hary – Vliv moxy na hemoglobin a počet krevních krvinek Iji Shinbun, č. 1219 10. září 1927 (Shrnutí v esperantu)
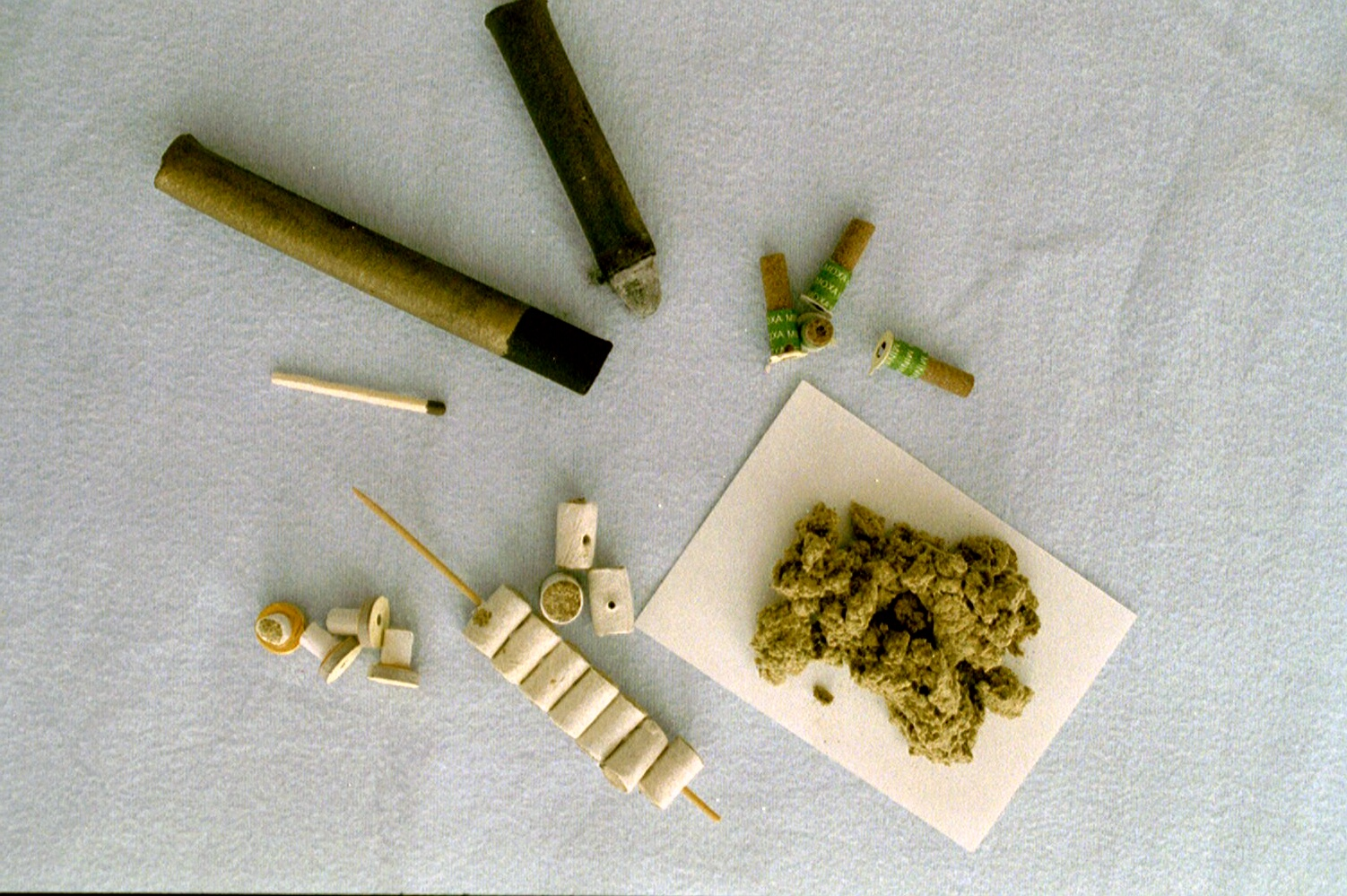
Potřeby pro moxování – moxa v různých formách
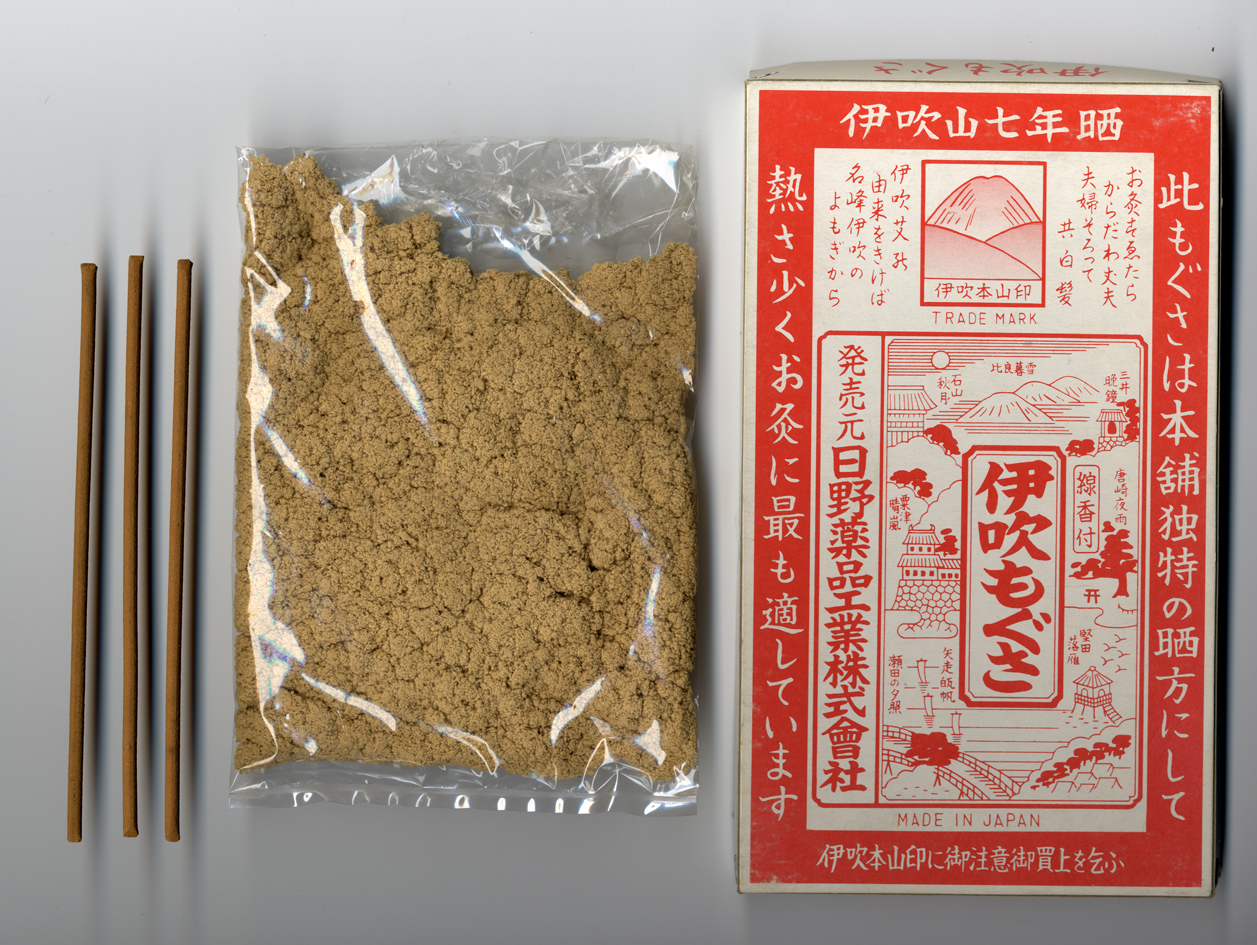
Tradiční sada na moxování z Ibuki (Japonsko), kde se moxa vyrábí odedávna. Silná vonná tyčinka se používá k zapálení kuželů moxy.
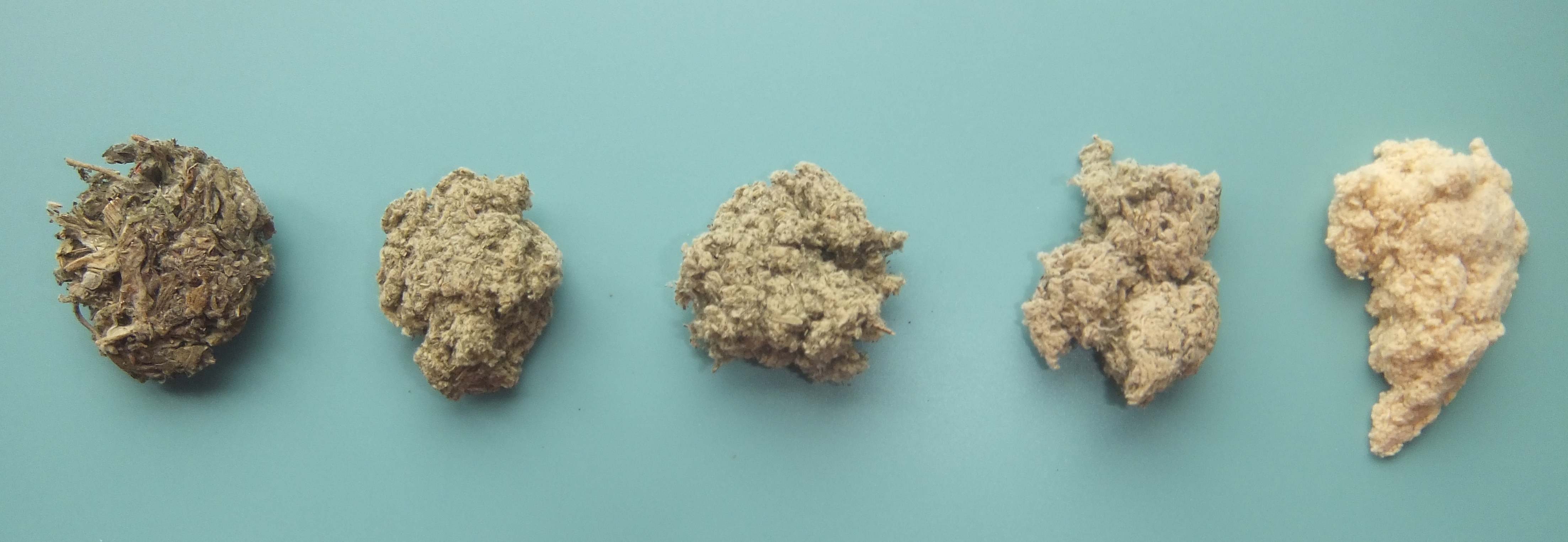
Vzorky japonské moxy. Zleva doprava: * zpracovaná moxa (1. stupeň) - zpracovaná moxa (2. stupeň) - hrubá moxa pro nepřímé moxování - obvyklá kvalita pro nepřímé a přímé moxování - vynikající kvalita pro přímé moxování.

- Vzorky japonské moxy.
Zleva doprava: * zpracovaná moxa (1. stupeň)
* zpracovaná moxa (2. stupeň)
* hrubá moxa pro nepřímé moxování
* obvyklá kvalita pro nepřímé a přímé moxování
* vynikající kvalita pro přímé moxování.
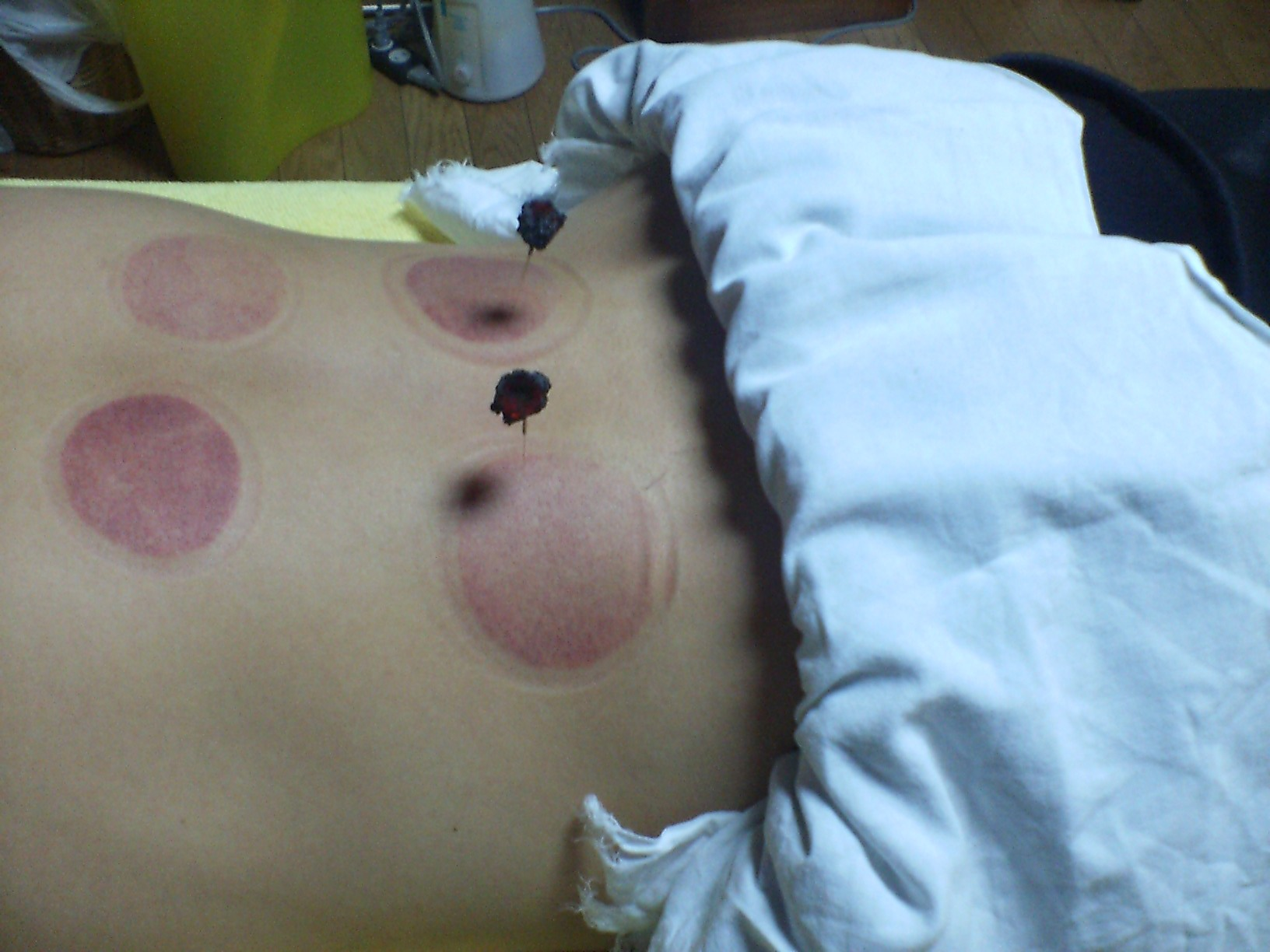
Moxování dvou bodů. Na kůži jsou partné stopy po baňkování.
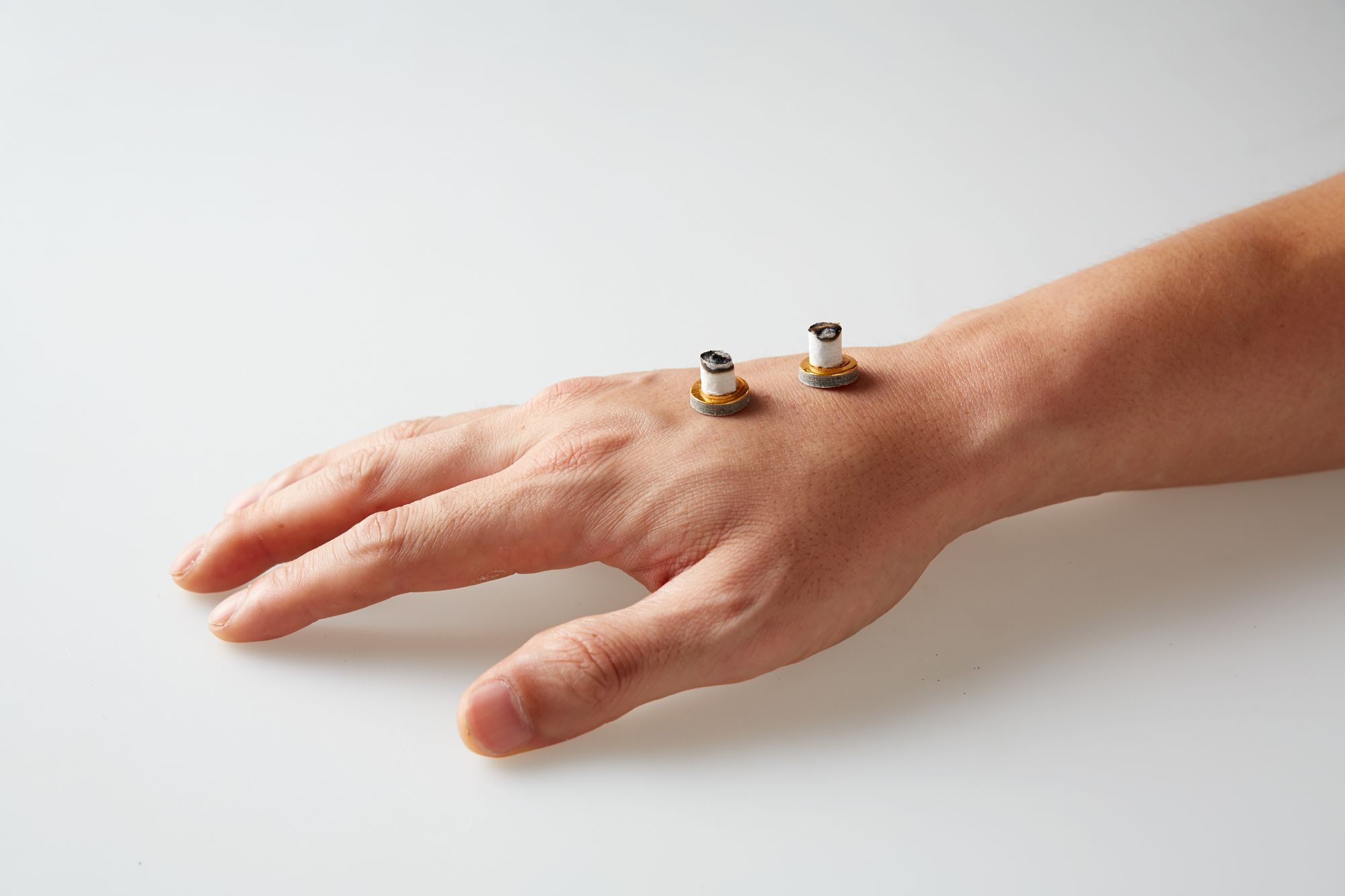
Moxování hřbetu ruky špalíčky (kužely)